# (35905) 1999 JA92
1999 JA92 (asteroide 35905) é um asteroide da cintura principal. Possui uma excentricidade de 0.08047150 e uma inclinação de 6.77592º.
Este asteroide foi descoberto no dia 12 de maio de 1999 por LINEAR em Socorro.